# Вајденбах (Ајфел)
Вајденбах (њем. Weidenbach) општина је у њемачкој савезној држави Рајна-Палатинат. Једно је од 109 општинских средишта округа Вулканајфел. Према процјени из 2010. у општини је живјело 274 становника. Посједује регионалну шифру (AGS) 7233081.

## Географски и демографски подаци
Вајденбах се налази у савезној држави Рајна-Палатинат у округу Вулканајфел. Општина се налази на надморској висини од 475 метара. Површина општине износи 10,7 km². У самом мјесту је, према процјени из 2010. године, живјело 274 становника. Просјечна густина становништва износи 26 становника/km².